# Protoblepharon mccoskeri
Protoblepharon mccoskeri is een straalvinnige vissensoort uit de familie van de lantaarnvissen (Anomalopidae). De wetenschappelijke naam van de soort is voor het eerst geldig gepubliceerd in 2012 door Ho & Johnson.